# Michalis Tsairelis
Michalis Tsairelis (nacido 23 de febrero de 1988, en Salónica, Grecia) es un jugador profesional de baloncesto griego. Actualmente milita en el Larisa B.C. de la A1 Ethniki.

## Trayectoria
Con experiencia en Eurocup, el jugador es internacional absoluto con su país y ha sido un habitual en sus selecciones inferiores (U16, U18 y U20). Michalis debutó en la máxima categoría de la liga griega en la temporada 2007/08 de la mano del Aris de Salónica; para luego militar en los también equipos helenos del AEL 1964 Larissa (2008/09), Trikala (2009/10), otra vez Aris (2010-12) y PAOK de Salónica (2012-14).
Tsairelis tiene experiencia en la Eurocup, tanto a su paso por el Aris y el PAOK de Salónica. En la temporada 2013-14 promedia 12,2 puntos y 5,1 rebotes en la liga griega; amén de firmar 11,4 puntos, 4,1 rebotes y 11,5 de valoración media en los diez partidos que el PAOK jugó el curso pasado en la Eurocup.
En agosto de 2014 llega a un acuerdo con el CB Canarias para jugar una temporada.
En verano de 2021, firma por el Larisa B.C. de la A1 Ethniki, para disputar la temporada 2021-22.

## Clubs
- Apollon Kalamarias (2006-2007)
- Aris Salónica BC (2007-2008)
- AEL 1964 BC (2008-2009)
- AS Trikala 2000 BC (2009-2010)
- Aris Salónica BC (2010-2012)
- PAOK Salónica BC (2012-2014)
- CB Canarias (2014-2015)
- Olympiacos B.C. (2015-2016)
- Aris Salónica BC (2016-2018)
- Promitheas Patras B.C. (2018-2019)
- Ifaistos Limnou B.C. (2019-2021)
- Larisa B.C. (2021-)